# Омиусиане
Омиусиа́не, подобосу́щники (от др.-греч. ὁμοιούσιος = др.-греч. ὁμοίως — «подобный» + др.-греч. οὐσία — «сущность») — одна из «партий» христианских богословов, сложившихся в ходе арианского спора IV века. Основной конфликт этого спора происходил между сторонниками и противниками Первого Никейского собора 325 года. Омиусиане как группа выделились в процессе разложения антиникейской коалиции, который начался в 350-х годах. Основанием для этого выделения стало несогласие части умеренных богословов с радикальным арианством Аэция и его ученика Евномия. Последователи Аэция образовали группу, известные как аномеи или неоариане. Изобретателем формулы «подобие по сущности» (др.-греч. κατ᾿ οὐσίαν ὅμοιον) является Евстафий Севастийский. Лидерами омиусиан были епископы Василий Анкирский и Георгий Лаодикийский.
Учение омиусиан сформулировано в двух основных документах: «Памятной записке» (др.-греч. Υπομνηματισμός), составленной около 357 года и послании Анкирского собора 358 года. Также учение подобосущников изложил Епифаний Кипрский в Панарионе. Основной задачей записки и послания было обосновать отношение между Отцом и Сыном как отличающиеся от того, которое существует между Творцом и творением (тварью). Первое отношение предполагает происхождение одного живого существа от другого, причём Сын подобен Отцу по сущности, тогда как отношение «творец-тварь» означает произведение посредством воли производящего при отсутствии в творении развития в плане возрастания и убывания. В Послании разъясняется смысл «подобия» — подобное не может быть тождественно тому, чему оно подобно. 19-й анафематизм Анкирского собора был направлен на тех, кто исповедовал единосущие, то есть сторонников Никейского собора.
У церковного историка Созомена приводится разъяснение, что подобосущники относили единосущие только к материальному миру:

Между тем евсевиане и некоторые другие из епископов, славившихся тогда на востоке красноречием и жизнию, стали, как известно, различать выражения: «единосущный» и «подобный по существу», что называлось у них «подобносущием»,- на том основании, будто единосущный относится собственно к существам телесным, напр. к людям и прочим животным, к деревам и растениям, которые получают бытие и сущность из того, что подобно им, а подобносущие относится к существам бестелесным, напр. к Богу и ангелам, из коих каждое мыслится само по себе, в собственной сущности.